# Molophilus (Molophilus) melanoleucus
Molophilus (Molophilus) melanoleucus is een tweevleugelige uit de familie steltmuggen (Limoniidae). De soort komt voor in het Neotropisch gebied.